# Trybuna Ludu
Trybuna Ludu – dziennik społeczno-polityczny wydawany w Warszawie w latach 1948–1990, organ prasowy Komitetu Centralnego Polskiej Zjednoczonej Partii Robotniczej o jednym z największych nakładów w Polsce – ok. 1,5 mln egz. w połowie lat 70. (większy nakład miewała tylko „Trybuna Robotnicza”, wychodząca na Górnym Śląsku i w zachodniej Małopolsce).
Gazeta miała siedzibę przy pl. Starynkiewicza 7/9 w Warszawie.

## Historia czasopisma

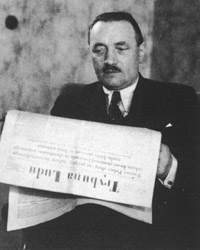
Bolesław Bierut z egzemplarzem „Trybuny Ludu”

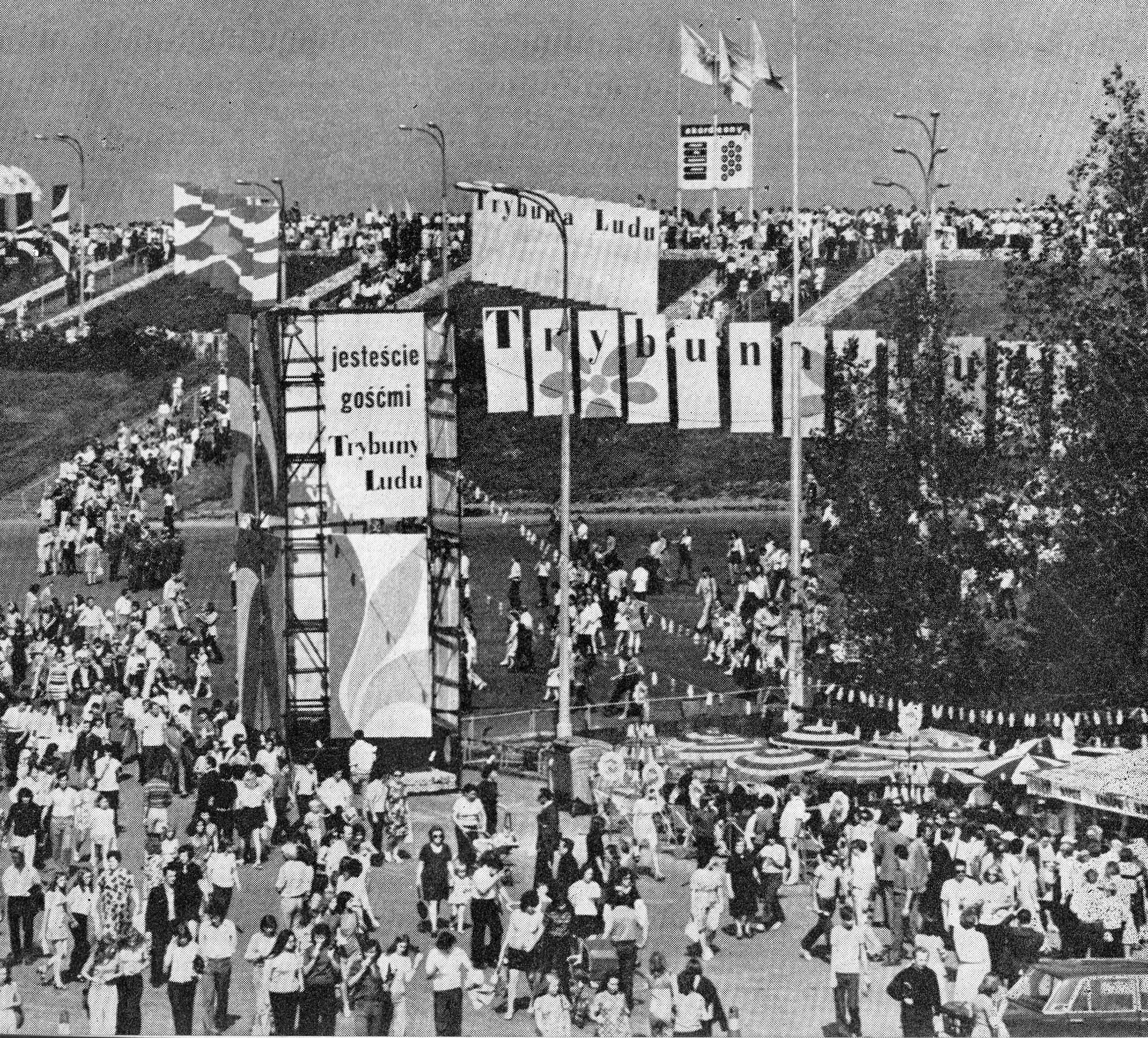
Doroczny festyn „Trybuny Ludu” na Stadionie Dziesięciolecia, lata 70.

Powstała z połączenia dwóch gazet: „Głosu Ludu”, organu PPR, oraz „Robotnika”, organu PPS. Zaczęto ją wydawać w 1948 jako oficjalny organ KC PZPR. Jej pierwszy numer ukazał się 16 grudnia w czasie kongresu zjednoczeniowego PPS i PPR, w wyniku którego powstała Polska Zjednoczona Partia Robotnicza. Nakład „Trybuny Ludu” w 1949 wynosił ok. 250 000 egzemplarzy („Trybuny Robotniczej” w tym czasie ok. 500 000 egz.).
Gazeta była w pełni podporządkowana PZPR. Traktowała kolejnych I sekretarzy PZPR całkowicie bezkrytycznie i była główną tubą propagandy partii. Znaczenie gazety spadło nieznacznie od lat 70. XX wieku, kiedy główną rolę propagandy PRL przejęła Telewizja Polska.
Do zadań „Trybuny Ludu” należało:
- prezentowanie stanowiska PZPR wobec wydarzeń w kraju i sytuacji międzynarodowej,
- publikacja materiałów partyjnych i przemówień,
- wspieranie działań PZPR w sprawach gospodarczych (np. plan 6-letni, kolektywizacja wsi),
- informowanie o zmianach personalnych w partii oraz komentowanie jej polityki.

„Trybuna Ludu” patronowała od 1949 wraz z czechosłowacką gazetą „Rudé právo” i enerdowską „Neues Deutschland” kolarskiemu Wyścigowi Pokoju.
W Warszawie od 1972 organizowała doroczne „Święto Trybuny Ludu”.
W czasie ostatniego zjazdu PZPR gazeta 28 stycznia 1990 po raz ostatni ukazała się pod swoim tytułem. Następnego dnia doraźnie zmieniła tytuł na „Trybuna Kongresowa”, jej redaktorem naczelnym zaś został Marek Siwiec. Po przemianach demokratycznych w Polsce (1989) i likwidacji PZPR gazetę w 1990 oficjalnie zlikwidowano. Jednocześnie zaczęła się ukazywać „Trybuna”, która nie była formalnie organem żadnej partii (wydawana przez prywatną spółkę AdNovum) i uchodziła za nieoficjalny dziennik polskiej lewicy postkomunistycznej. Obecnie do tradycji pisma odwołuje się „Dziennik Trybuna”.

## Cenzura PRL
W PRL informacje zawarte w gazecie, jak również publikowane na temat czasopisma podlegały cenzurze prewencyjnej. Dodatkowo nie można było w innych mediach krytycznie komentować informacji opublikowanych w „Trybunie Ludu” lub wdawać się z nimi w polemikę. Wszelkie krytyczne i polemiczne materiały cenzura eliminowała przed wydrukowaniem. Zalecenia cenzorskie zanotował Tomasz Strzyżewski, który w swojej książce o peerelowskiej cenzurze opublikował notkę informacyjną z 1975 roku Głównego Urzędu Kontroli Prasy, Publikacji i Widowisk. Wytyczne dla cenzorów głosiły: „Nie należy dopuszczać do żadnych polemik z materiałami opublikowanymi na łamach »Trybuny Ludu« i »Nowych Dróg«. Treść tego zapisu nie może być przekazywana redakcjom”.

## Redaktorzy naczelni
- Leon Kasman – 1948-1953
- Władysław Matwin – 1953-1957 (z krótką przerwą w 1956, w tym czasie: Roman Werfel, Jerzy Morawski, Walenty Titkow)
- Leon Kasman – 1957-1967
- Stanisław Mojkowski – 1967-1972
- Józef Barecki – 1972-1980
- Wiesław Bek – 1980-1985
- Jerzy Majka – 1985-1990